# General
För andra betydelser, se General (olika betydelser).

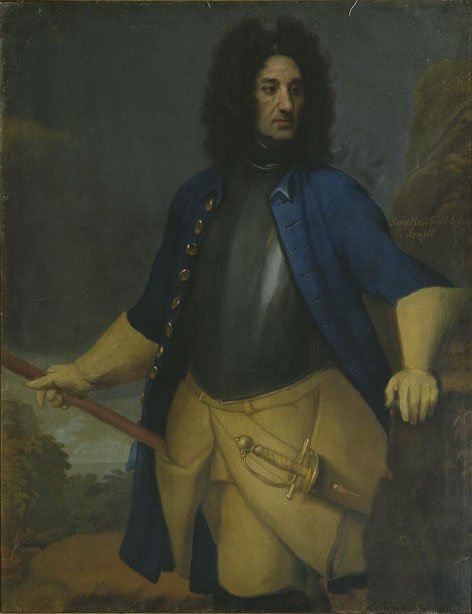
Den svenska general Carl Gustaf Armfeldt.

General (förkortning: g eller gen) är en militär titel, ofta den högsta militära graden inom många länders försvarsmakter.

## Historik
General är en förkortning av franskans capitaine général, från titeln generalkapten. Benämningen har från medeltidens slut använts för högste befälhavaren över en här eller häravdelning och under viss tid. Under 1600-talet började generallöjtnant användas som benämning på den general som förde befälet närmast under landsherren. Först på 1700-talet utbildade sig generalsgraderna och förbands med en formell grad och ständigt befäl. Vid denna tid tillkom generalmajorsgraden. General, ofta med tillägget av kavalleriet, av infanteriet eller av artilleriet blev därmed den högsta generalsgraden. I andra länder är istället general den lägsta generalsgraden. I Tyska Riket och Österrike har även funnits graden generalöverste, som i rang är jämställd med fältmarskalk.

## Sverige

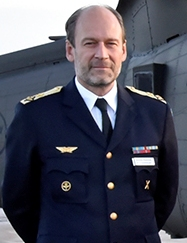
Brigadgeneralen Anders Persson.

En general har fyra (tidigare tre) stjärnor på axelklaffarna. Inom svenska marinen används både axelklaffar och gradbeteckningar på ärmarna. Gradbeteckningarna utgörs då av guldfärgad galon i olika bredder. Inom amfibiekåren så ser gradbeteckningarna ut som i flottan men har samma namn som inom armén och flygvapnet, med undantaget att den översta galonen är formad som en ”ögla" i flottan respektive ”granat” i amfibiekåren. Med "granat" menas en "ögla" men med en spets högst upp. General motsvaras av amiral inom flottan. I Sverige innehas generalsgrad av överbefälhavaren och kungen. År 2009 rapporterade Försvarsmakten att general Håkan Syrén skulle behålla sin grad under tiden som ordförande för Europeiska unionens militärkommitté (2009–2012), vilket för första gången gav Sverige tre aktiva fyrstjärniga generaler. Detta är korrekt eftersom general sedan 1972 är en fyrstjärnig grad. Före 1972 var dock general en trestjärnig grad, och mellan 1940 och 1941 hade Sverige fem aktiva trestjärniga generaler; ÖB Olof Thörnell (1940–1944), Oscar Nygren (1939–1941), Kung Gustaf V (1898–1950), Kronprins Gustaf Adolf (1932–1973) och Prins Carl (1908–1951).
Generalen fick sina fyra stjärnor i samband med tjänsteställningsreformen 1972 då graden överste av 1:a graden infördes. Efter 2000 ersattes överste av 1:a graden med brigadgeneral, varpå stjärnorna samma år för generalspersoner blev av svart brodyr. Vid införandet av uniform m/1939 och uniform m/1958 var stjärnorna ursprungligen gjorda i bronsbrodyr, vilket under 1980- eller 1990-talet övergick till guldbrodyr.

### Gradbeteckningar i Sverige

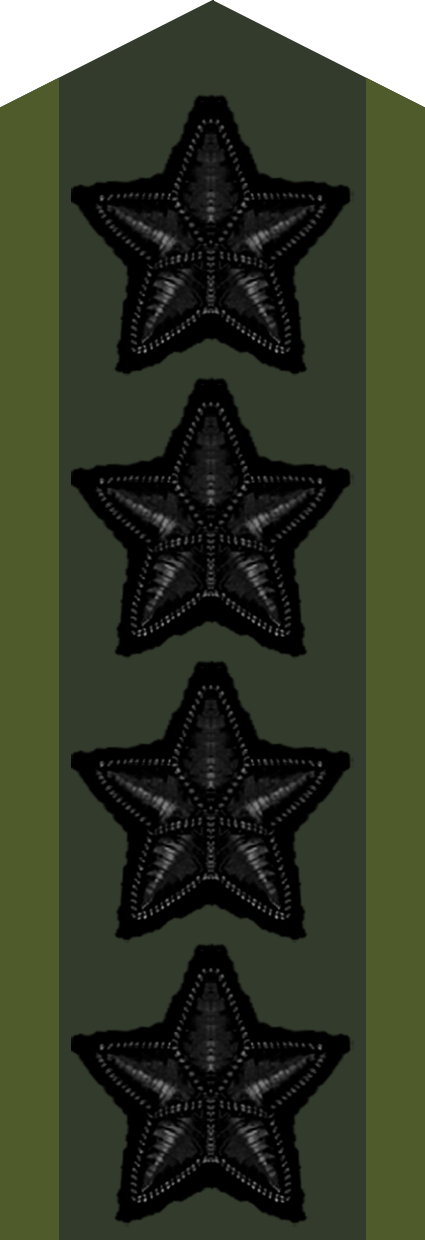
Försvarsmakten (fältuniform 90)
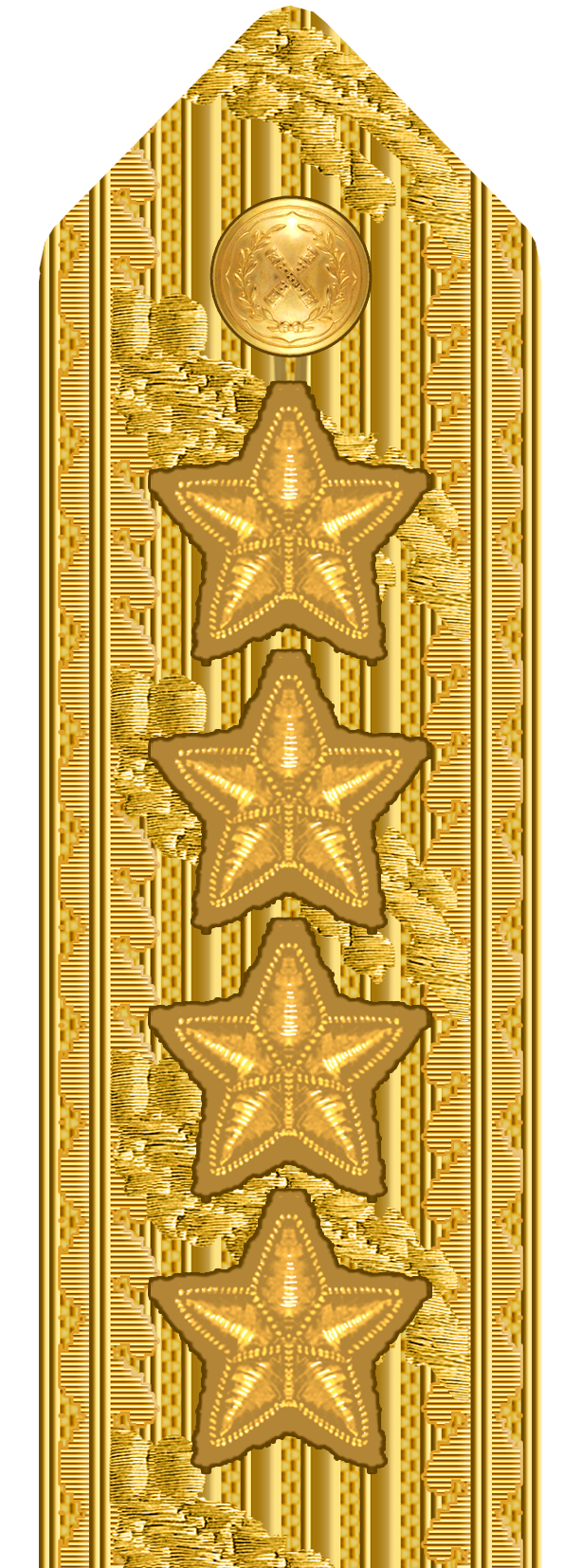
Armén (uniform m/87)
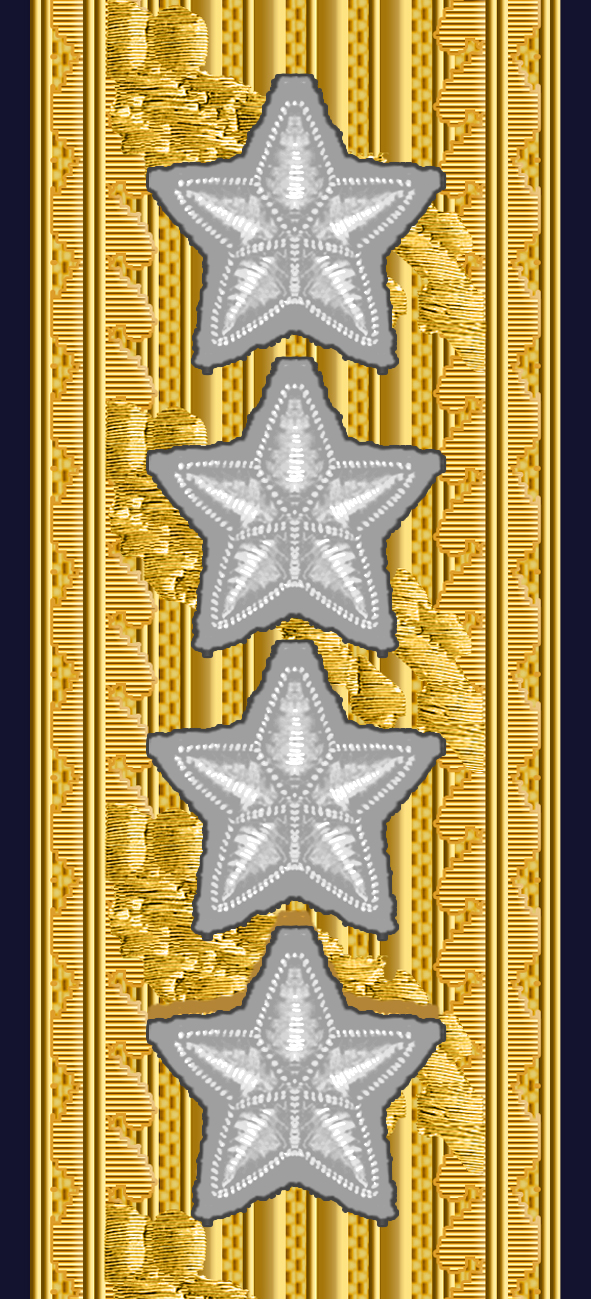
Amfibie (sjöstridsdräkt)
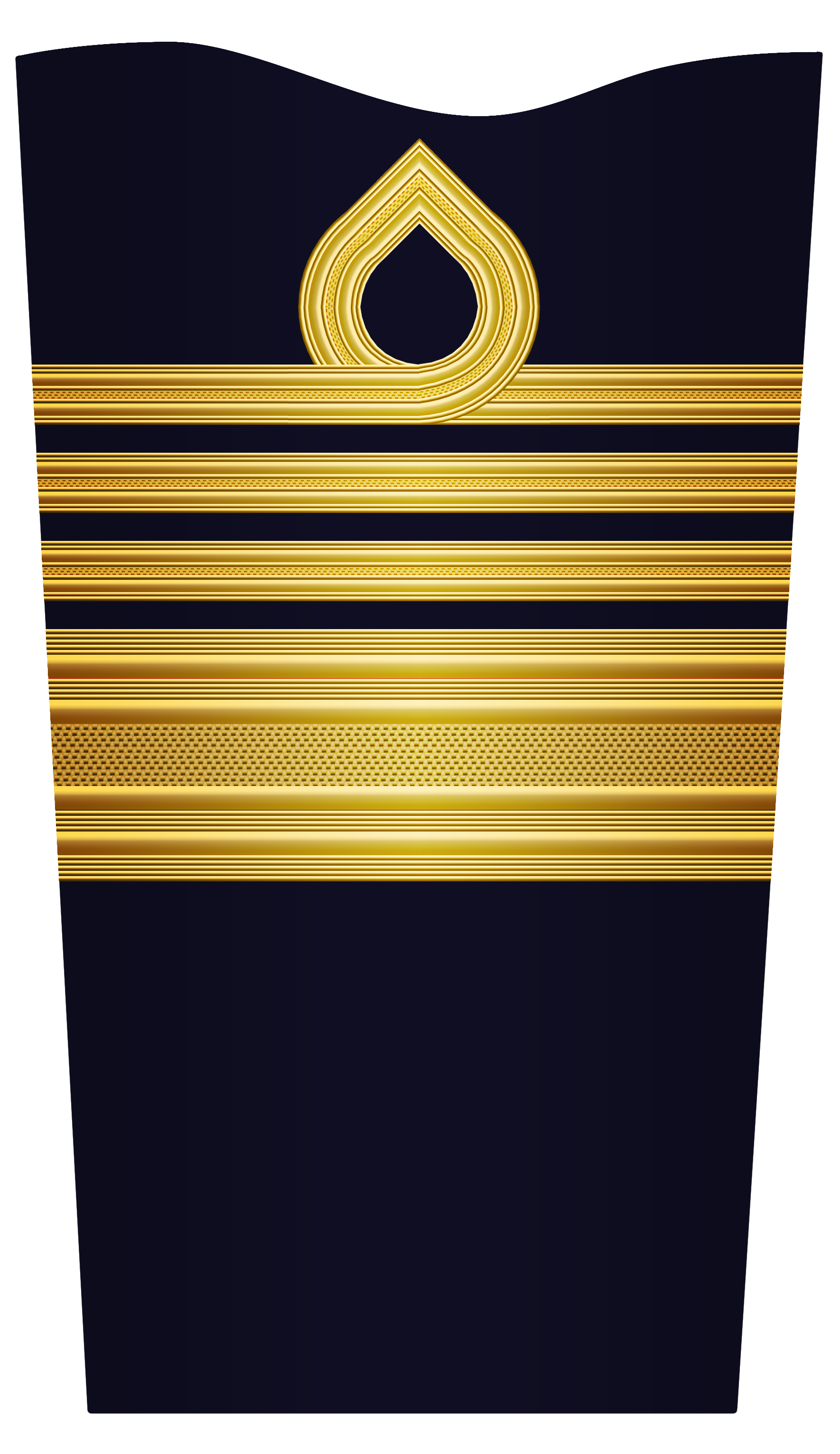
Amfibiekåren (ärm på innerkavaj m/48)
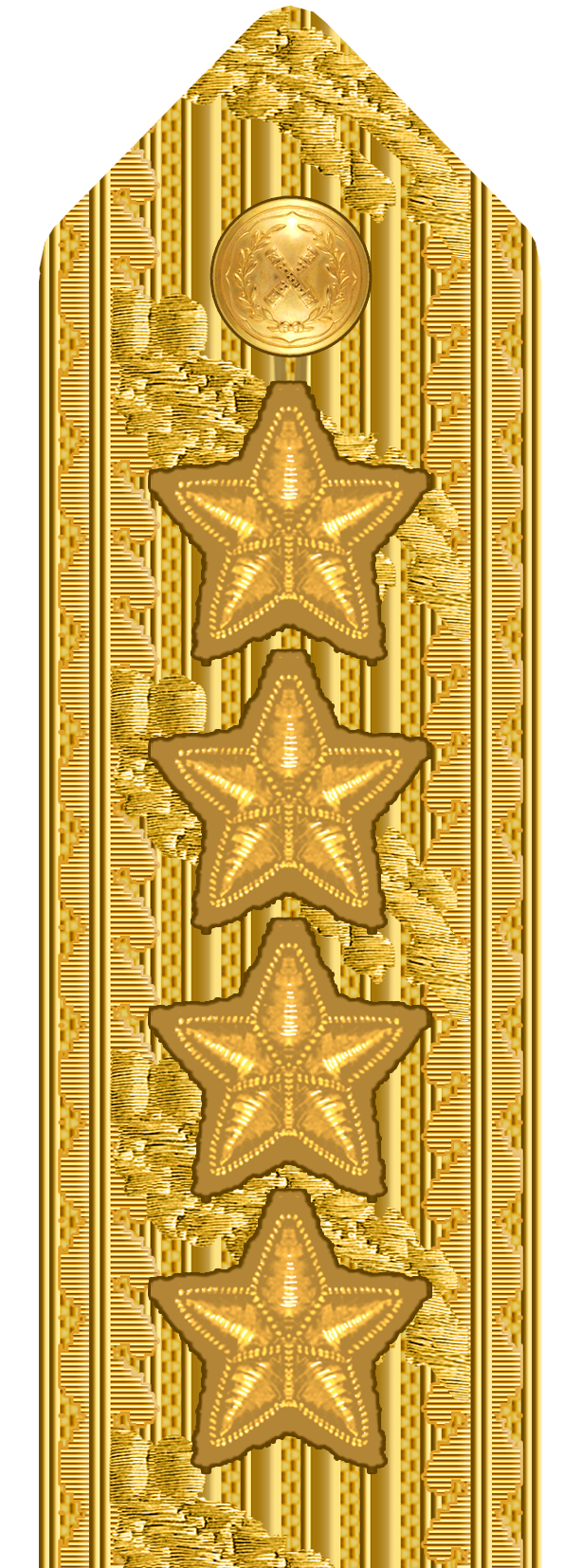
Flygvapnet (uniform m/87)
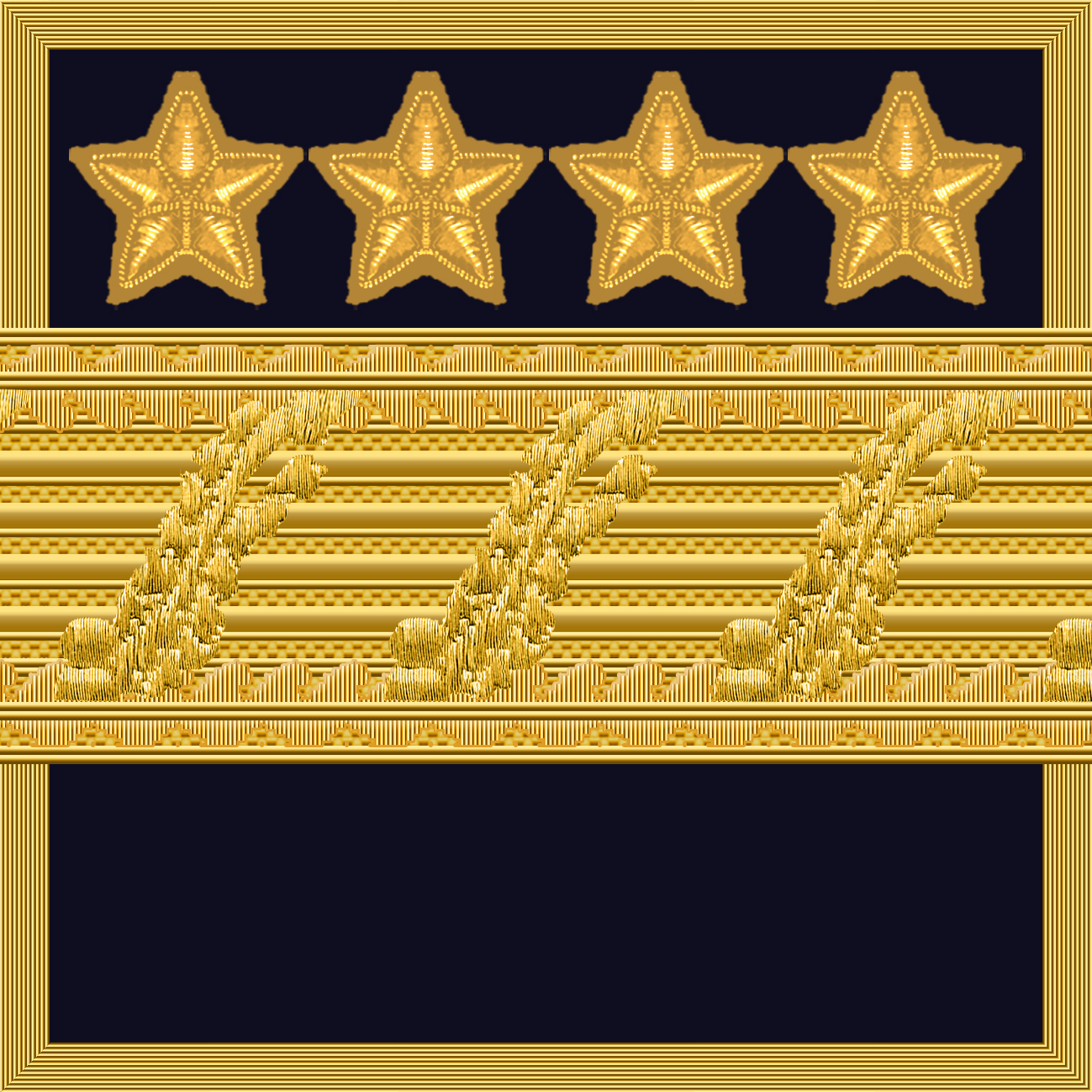
Flygvapnet (flygstridsdräkt)

## Exempel på gradbeteckningar

Danmark, armén
Finland, armén (kragspegel)
Frankrike, armén
Grekland, armén
Japan, armén
Ungern, armén
Storbritannien, armén
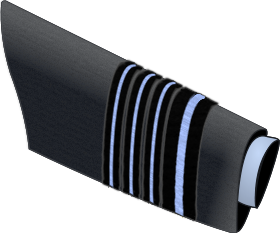
Storbritannien, flygvapnet (ärm)
Kanada, armén
Israel
Italien
Nederländerna, armén
Nederländerna, flygvapnet
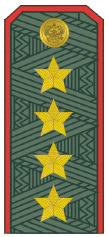
Ryssland, armén
USA, armén